# Collines de Valdaï
Pour la ville, voir Valdaï.
Les collines de Valdaï ou plateau de Valdaï (en russe : Валда́йская возвы́шенность ou Валда́й, en letton : Valdaja augstiene) sont une région de collines du nord-ouest de la Russie européenne, alignée du nord au sud, environ à mi-chemin entre Saint-Pétersbourg et Moscou, traversant les oblasts de Novgorod, Tver, Pskov et Smolensk.
Les collines de Valdaï sont une extension septentrionale du plateau central de Russie. La chaîne est recouverte de dépôts glaciaires, sous forme de moraines et autres dépôts rocheux. Les collines de Valdaï culminent près de Vychni Volotchek à 346,9 mètres d'altitude. Les fleuves Volga, Daugava, Dniepr ainsi que la rivière Msta et quelques autres prennent leur source dans les collines. On y trouve aussi plusieurs lacs, comme le lac Volgo, le lac Peno, le lac Seliger, le lac Brosno et le lac Valdaï. Sur une île de ce dernier s'élèvent les églises du monastère Iverski de Valdaï.
Destination touristique populaire, les collines de Valdaï sont un véritable paradis pour les pêcheurs. Les villes d'Ostachkov et de Valdaï sont également remarquables pour leur histoire. La partie septentrionale des collines de Valdaï appartient à la réserve de biosphère du parc national de Valdaï.

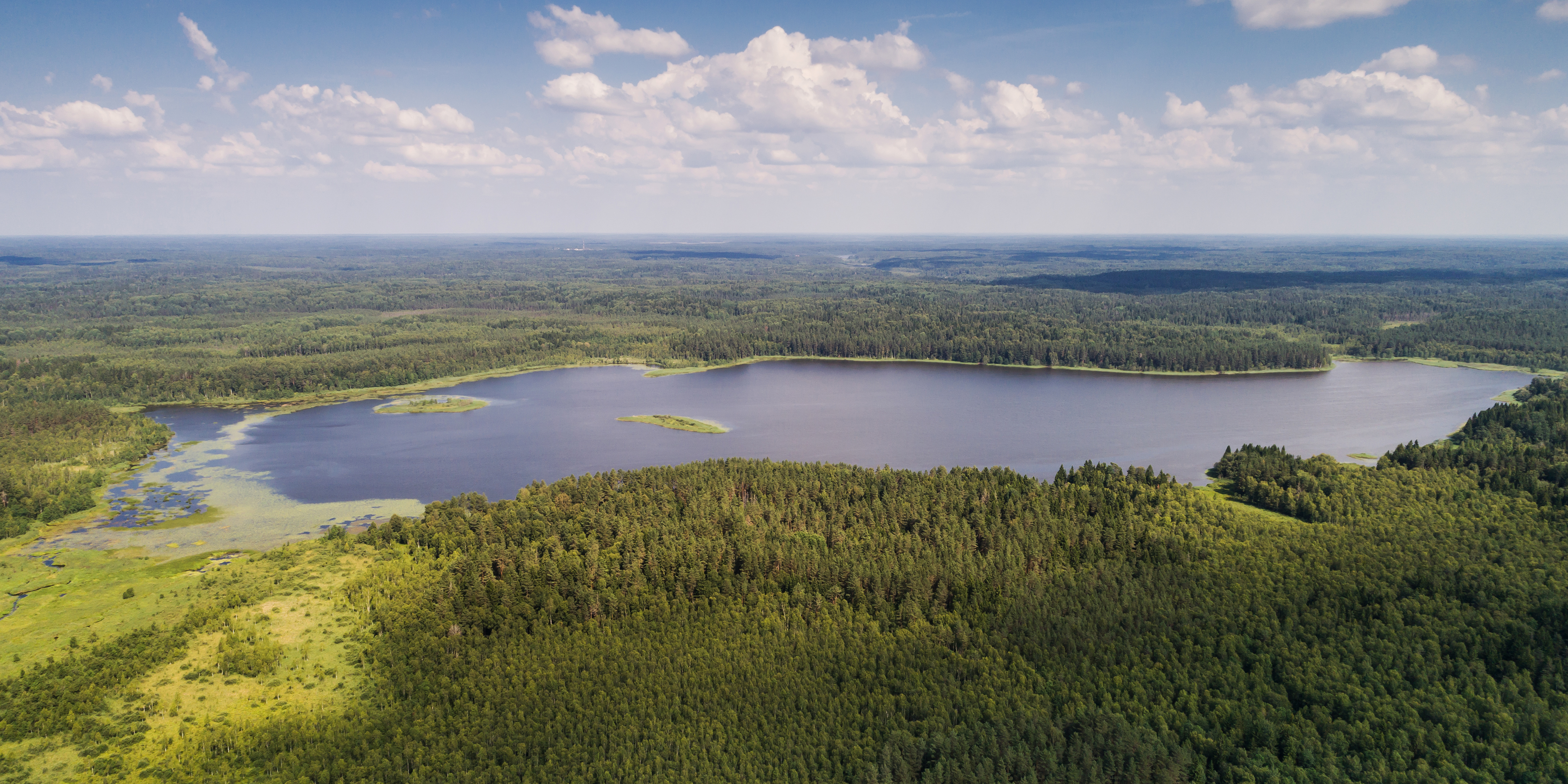
Paysage des collines de Valdaï.